# Фуэнмайор, Алехандро
Алехандро Энрикес Фуэнмайор Кастильо (исп. Alejandro Enriquez Fuenmayor Castillo; род. 29 августа 1996, Маракайбо, Венесуэла) — венесуэльский футболист, защитник клуба «Финикс Райзинг».

## Клубная карьера
Фуэнмайор — воспитанник клуба «Карабобо». 22 сентября 2013 года в матче против «Депортиво Ла-Гуайра» он дебютировал в венесуэльской Примере. 1 марта 2017 года в поединке против «Атлетико Сокопо» Алехандро забил свой первый гол за «Карабобо».
16 января 2018 года Фуэнмайор перешёл в клуб MLS «Хьюстон Динамо». В американской лиге он дебютировал 31 марта 2018 года в матче против «Нью-Инглэнд Революшн». 5 мая 2018 года в матче против «Лос-Анджелес Гэлакси» он забил свой первый гол за «Хьюстон Динамо». В марте 2020 года Фуэнмайор получил грин-карту и в MLS перестал считаться иностранным игроком. По окончании сезона 2021 контракт Фуэнмайора с «Хьюстон Динамо» истёк.
5 января 2022 года Фуэнмайор подписал контракт с клубом Чемпионшипа ЮСЛ «Окленд Рутс». Дебютировал за «Окленд Рутс» он 12 марта в матче стартового тура сезона 2022 против «Рио-Гранде Валли Торос». По окончании сезона 2022 контракт Фуэнмайора с «Окленд Рутс» истёк.
23 декабря 2022 года Фуэнмайор подписал контракт с клубом «Финикс Райзинг». Дебютировал за «Финикс Райзинг» он 11 марта 2023 года в матче стартового тура сезона против «Чарлстон Бэттери». 28 декабря Фуэнмайор перезаключил контракт с «Финикс Райзинг».

## Достижения
Командные
 «Хьюстон Динамо»
- Обладатель Открытого кубка США: 2018

 «Финикс Райзинг»
- Чемпион Чемпионшипа ЮСЛ: 2023